# 6839 Ozenuma
6839 Ozenuma (1995 WB2) là một tiểu hành tinh vành đai chính được phát hiện ngày 18 tháng 11 năm 1995, bởi T. Kobayashi ở Oizumi.